# ایلمر، کبک
ایلمر، کبک (به انگلیسی: Aylmer, Quebec) یک منطقهٔ مسکونی در کانادا است که در گاتینو واقع شده‌است. ایلمر ۵۵٬۱۱۳ نفر جمعیت دارد.